# Broadway (album)
Broadway è il secondo album del duo hip hop milanese Pesi Piuma, pubblicato nel 2007 da La Suite Records.

## Tracce
1. Primo piano
2. Broadway
3. La mia strada (feat. Livio)
4. Uccidimi
5. 9,30 - 23
6. Cosa non faresti
7. Scala di grigi (feat. Maxi B)
8. Scatti quotidiani (feat. Vacca)
9. Punti di vista
10. Ol'Days
11. Brucia (feat. DJ Yaner from Men In Skratch)
12. 18/09
13. Street Tease (feat. Jack the Smoker & Taglia)
14. Luci soffuse
15. Dissenso (feat. Darkeemo & Nippon)
16. Non dimentico (feat. Hugaflame)
17. Senza motivi (feat. Blumi)
18. Supereroi (feat. Livio, Taglia & Maxi B)